# Kerstin Köppen
Kerstin Köppen   (Rathenow, 24 de novembre de 1967), de casada Holtmeyer, és una remadora alemanya, ja retirada, que va competir durant les dècades de 1980 i 1990. Fins a la reunificació alemanya va competir per la República Democràtica Alemanya.
El 1992 va prendre part en els Jocs Olímpics d'Estiu de Barcelona, on va guanyar la medalla d'or en la prova del doble scull del programa de rem. Va formar equip amb Kathrin Boron. Quatre anys més tard, als Jocs d'Atlanta, va guanyar una nova medalla d'or, en aquesta ocasió en la prova del quàdruple scull. Va formar equip amb Katrin Rutschow, Jana Sorgers i Kathrin Boron.
En el seu palmarès també destaquen sis medalles al Campionat del món de rem, cinc d'or i una de plata, entre les edicions de 1990 i 1997.